# Peter Krausneker

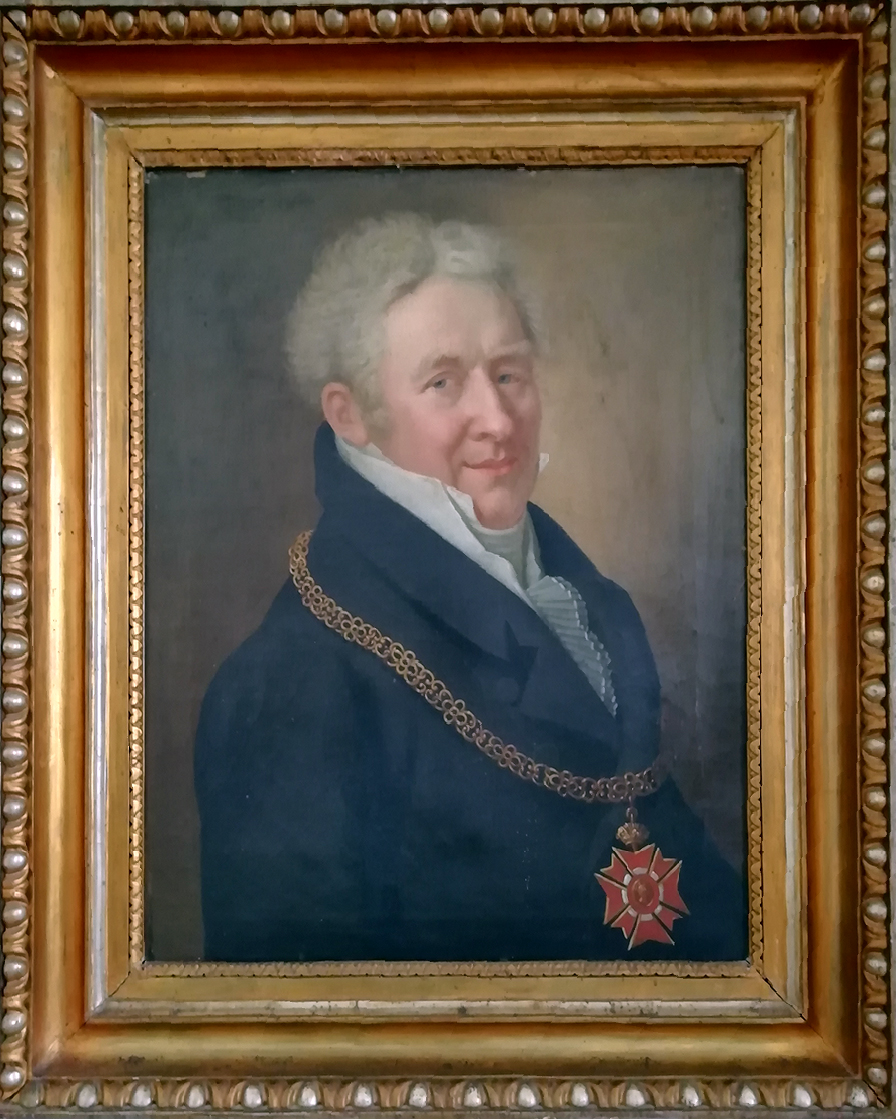
Peter Krausneker, 1823/24 Rektor der Universität Lemberg, Ölportrait.

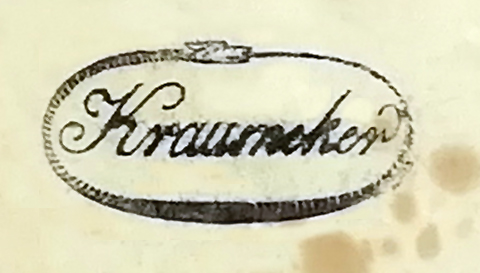
Namensstempel von Peter Krausneker

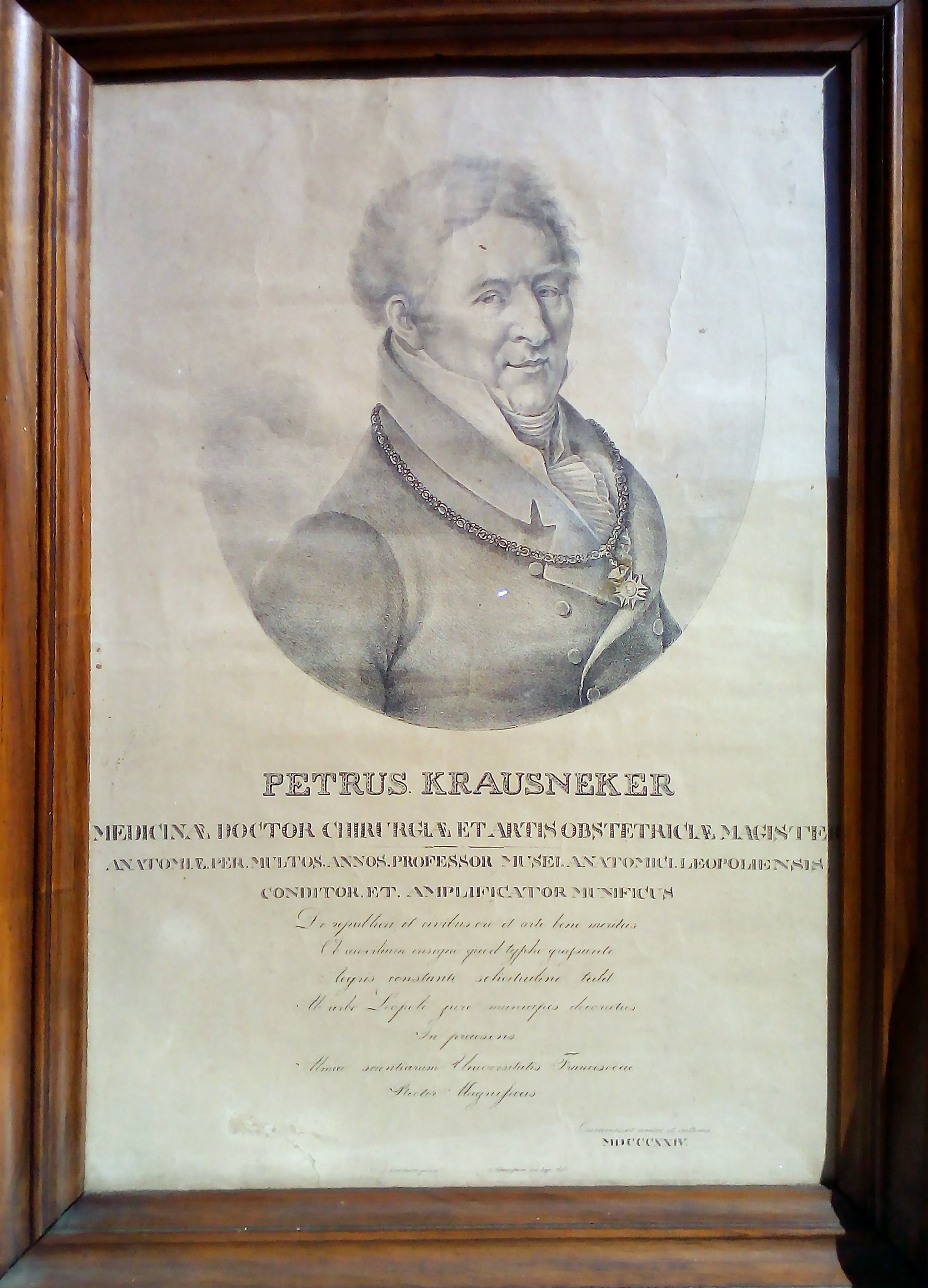
Peter Krausneker, 1824 Rector der Universität Lemberg (Druck; Duplikat in der Österreichischen Nationalbibliothek)

Peter Krausneker, Geburtsname Petrus Laurentius Grausenegger (* 10. August 1766 in Wien; † 24. April 1842 in Lemberg/Lwiw) war ein österreichischer Arzt, Hochschullehrer und Universitätsrektor. Für seine besonderen Verdienste um die Seuchenbekämpfung wurde er mehrfach ausgezeichnet.

## Leben
Krausneker wurde als  Petrus Laurentius Grausenegger geboren. Seine Eltern waren Sebastian Grausenegger, ein Bedienter/Beamter, und dessen Ehefrau Regina, geb. Grüenauer. Trotz beschränkter Verhältnisse ermöglichten seine Eltern ihm den Besuch des Gymnasiums. Im Anschluss studierte er einige Jahre lang Philosophie, wandte sich dann als Werkstudent der Heilkunde zu und arbeitete als chirurgischer Gehilfe. Seinen Namen hatte er zu Krausnecker geändert.
1786 wurde er Magister der Wundheilkunde und Geburtshilfe und zog im selben Jahr nach Lemberg/Lwiw, wo er sein weiteres Leben verbrachte. Wegen der polnischen Aussprache des „c“ entfernte er dieses aus seinem Namen. In Lemberg übernahm er eine Tätigkeit als Prosektor und Vortragender der Anatomie an der zwei Jahre zuvor gegründeten Josephinischen Universität Lemberg. Dort arbeitete er zunächst als Assistent des Chirurgieprofessors Jan Waltz. Unter anderem fertigte er über zehn Jahre lang anatomische Präparate an, die im Hörsaal ausgestellt wurden. Zudem hielt er seinen besten Studenten unentgeltlich Vorlesungen– in lateinischer Sprache für Ärzte und in deutscher Sprache für Wundärzte. Gleichzeitig war er als praktischer Arzt tätig und absolvierte weitere Medizinstudien als Externist an der Universität Wien, wo er 1797 zum Doktor der Medizin und der Augenheilkunde promoviert wurde.
1797 wurde er an der Universität Lemberg zum Professor der Anatomie ernannt. Im Jahr 1802 war er Mitbegründer einer kostenlosen Impfstelle gegen Pocken. 1806 bewog ihn die wegen verschiedener Mängel verordnete Auflösung der Universität zur Emeritierung.
Krausneker war mit Elisabeth geb. Koberwein (1787–1871), der Tochter von Wenzel Koberwein, einem wohlhabenden Handelsmann und Bankinhaber in Prag und dessen Ehefrau Anna geb. Donatti, verheiratet. Sie hatten vier Kinder: Amalie (1811–1883), Friedrich (1812–1815 in Wien), Franz (1816–1866) und Wilhelmine (1827–1907).
Im Alter erblindete Krausneker am schwarzen Star und verbrachte die letzten Jahre in Turynka im Żółkiewer Bezirk. Dort besaß er ein Landgut und hatte von 1834 bis 1836 den Neubau der griechisch-katholischen Kirche finanziert, in der sein Porträt aufgehängt wurde. Peter Krausneker starb im 76. Lebensjahr (nicht 79., wie auf dem Grabstein unkorrekt zu lesen) am 24. April 1842 (und nicht 1832, wie von Finkel  angegeben) an einer „asthmatischen Brustaffektion“. Sein Grab befindet sich auf dem Lytschakiwski-Friedhof in Lemberg in der Zone 7.

## Tätigkeit als Arzt und in der Seuchenbekämpfung

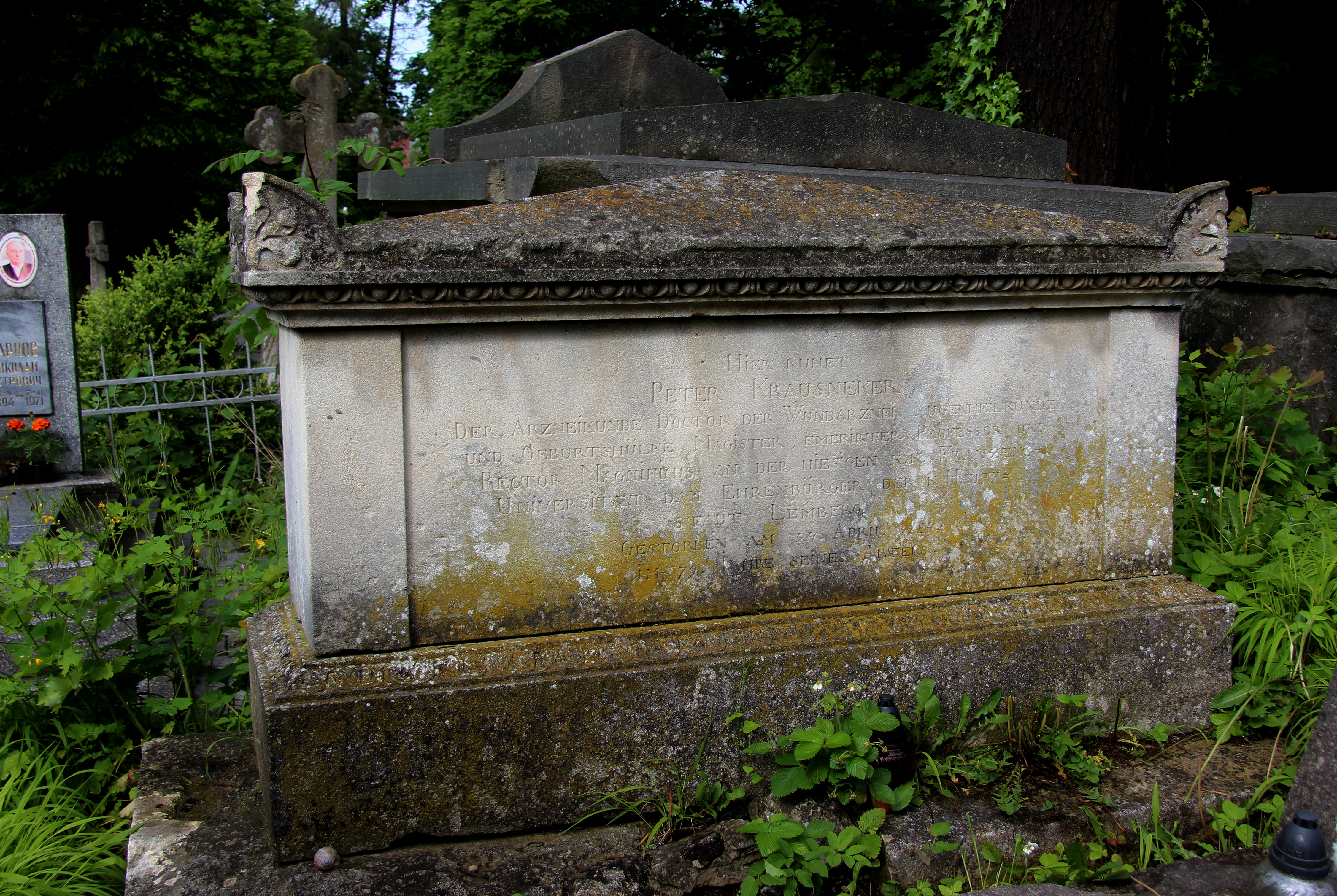
Grabstätte von Peter Krausneker am Lytschakiwski-Friedhof in Lemberg in der Zone 7

Als Arzt war Krausneker sehr gesucht. (Der Nachruf in der Lemberger Zeitung lobt seine „diagnostische Schärfe, gediegene Therapie und heilvolle Zuversicht, mit der er sehr oft ein dem Rande des Grabes bereits preisgegebenes Opfer entzog“, benennt ihn als großen, operativen Meister, genialen Mann.)  Als Chirurg strebten ihm Patienten auch aus Polen und Russland zu. Auch zu mittellosen Kranken schickte er seine Kinder mit Medizin. Eine im Jahr 1806 in Lemberg grassierende Cholera-Epidemie bekämpfte er binnen 3 Monaten erfolgreich als Oberaufsicht über mehrere Zivil- und Militär-Krankenhäuser. Per Hofdekret wurde ihm das besondere Wohlgefallen des Kaisers mitgeteilt. Der Magistrat der Galizischen Hauptstadt Lemberg erteilte ihm für seine vielfachen Verdienste 1817 das Ehrenbürgerrecht.
Im Jahr 1819 wütete in der benachbarten Moldau eine „Pest oder ähnliche Krankheit“ mit der Gefahr des Übergreifens in den galizischen Teil des Kaiserreiches. Krausneker schloss seine Ordination und trat an der Spitze der Sanitätskommission, versehen mit dienstlichem Reisepass und genauen Verhaltensregeln die Reise nach Jassy an, „wo die größte Mortalität herrschte“, um die Seuche zu untersuchen und zu bekämpfen – mit Unterstützung auch der „jenseitigen“ Behörden. Eine Zuschrift der Galizischen Landesregierung lobt die Genauigkeit, Klugheit und Gründlichkeit bei seinem neuerlichen Verdienst um den Staat.

## Verdienste um die Universität und Schenkungen
An der nun wiedereröffneten Franziszeischen Universität Lemberg schenkte Krausneker im Jahr 1821 seine große Sammlung anatomisch-pathologischer Präparate dem von ihm aufgebauten anatomischen Museum – mit Dank der Regierung. Die Sammlung dürfte bei den Kämpfen des Jahres 1848 dem Universitätsbrand zum Opfer gefallen sein. Im Jahr 1822 wurde sein Porträt (Ölgemälde) bei den „berühmten Männern“ in der Universität Lemberg aufgehängt. Im Studienjahr 1823/24 war Krausneker Rektor der Universität Lemberg. 1837 schenkte er seine fast 1000 Werke aus vier Jahrhunderten umfassende wissenschaftliche Bibliothek der Universität Lemberg. Eine ausführliche wissenschaftliche Erläuterung der Schenkung ist von Dorota Sidorowicz-Mulak publiziert, inklusive der vier Arten seiner Besitzvermerke, biographischer Übersicht und Grab-Darstellung. Im Jahr 1946 ging ein kleiner Teil der Bibliothek an die Universität Breslau, Polen, der Großteil verblieb an der Akademie der Wissenschaften der Ukrainischen SSR. Eine von ihm hinterlassene Stiftung für Stipendien an Studierende der Medizin verlangte ein Pocken-Impfzeugnis der Bewerber.
Sein jüngerer Fachkollege, der Direktor des israelitischen Spitals in Lemberg, Moritz Rappaport, schrieb einen mehrseitigen Nachruf, der in der Lemberger Zeitung vom 3. Juni 1842 unter seinem Pseudonym Max Reinau erschien.

## Auszeichnungen und Ehrungen
- 1803: Universität erlaubt Titel: Verdienstvoller Professor[5]
- 1806: Belobungsdekret der Landesregierung: Oberaufsicht Cholera Lemberg
- 1807: Mitteilung des Kaiserlichen Wohlgefallens per Hofdekret
- 1817: Verleihung der Ehrenbürgerschaft von Lemberg [2]
- 1819: Hohe Anerkennung der Landesregierung: Pest in der Moldau
- 1822: Feierliche Aufhängung des Porträts bei den berühmten Männern in der Universität Lemberg